# Ấn ty - Trực xứ
Ấn ty - Trực xứ (印司 - 直處, Office of Ministry Seals Management - Officers on Duty) là một hoặc hai ty được lập tại mỗi bộ trong Lục bộ thời Nguyễn. Ấn ty coi giữ ấn triện, hồ sơ, chương sớ của bộ, đóng ấn triện khi có lệnh. Trực xứ là các vị thư lại của mỗi bộ, nhận và phân phát giấy tờ, hồ sơ đến các ty có trách nhiệm. Hai ty này thường có vài chục quan chức vị nhập lưu thư lại chia làm 2 hoặc 3 ban phân phái giúp đỡ các ty trong một bộ.
Thường, tên gọi cơ quan Ấn ty - Trực xứ được kèm tên bộ. Ví dụ nếu là bộ Lại, tên cơ quan sẽ là Lại Ấn ty Lại Trực xứ (吏印司吏直處, Office of Civil Affairs Ministry Seals Management - Civil Affairs Ministry Officers on Duty).